# Dammsnäppa
Dammsnäppa (Tringa stagnatilis) är en ganska liten vadare som häckar i öppna våtmarker i flack terräng i tajga och på stäpp från östligaste Europa till Centralasien. Under flyttningen påträffas den ofta västerut i Europa, bland annat regelbundet i Sverige där den även har häckat vid flera tillfällen. Fågeln är närmast släkt med grönbenan och rödbenan. Den minskar i antal men anses ändå vara livskraftig.

## Utseende och läte
Dammsnäppan är 20–26 centimeter lång, har en vingbredd på 40–60 centimeter och väger cirka 50–120 gram. Den liknar en liten slank gluttsnäppa, med tunn  rak näbb och mycket långa gulaktiga ben. I flykten syns mörka vingar och en mycket lång vit kil på ryggen som nästan går ända upp i nacken. I alla dräkter syns ett diffust vitt ögonbrynsstreck och vita fjädrar kring näbbfästet. 

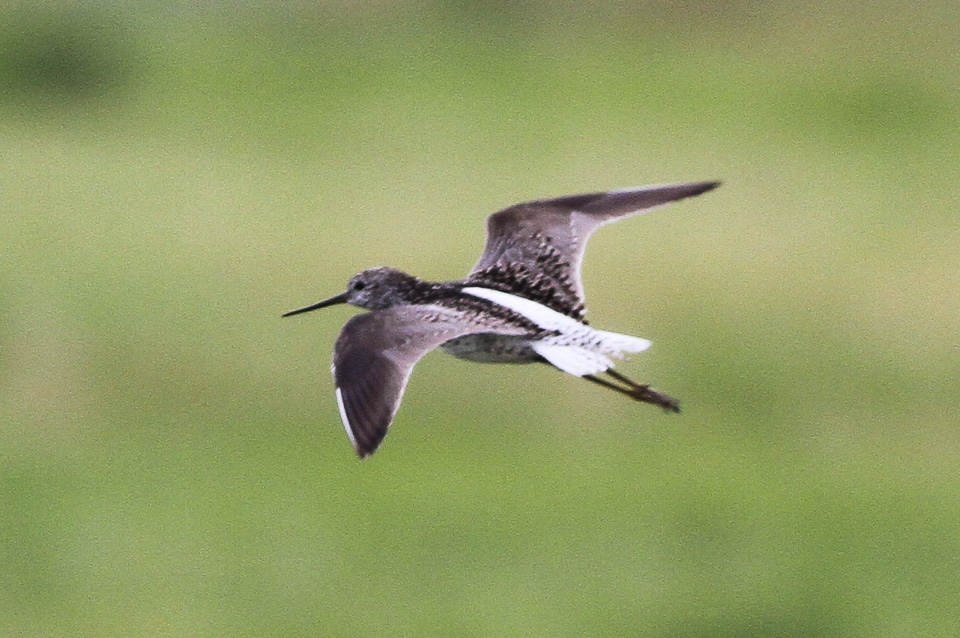
I flykten syns den långa vita ryggkilen.

Liksom gluttsnäppan är den gråaktigt brun i häckningsdräkt ovan, med tydlig fläckning och vattring i svart. I vinterdräkt är den ljusare, grå ovan, vit under och vitaktig på huvud och hals.

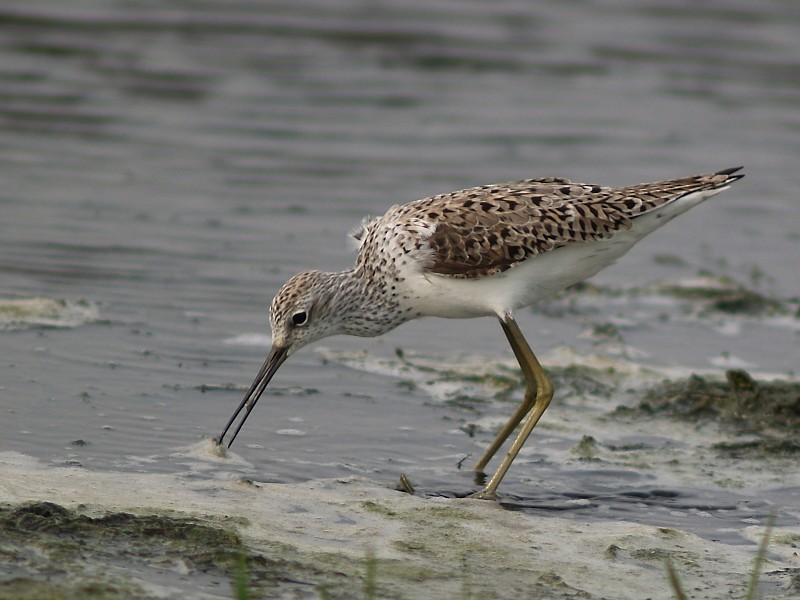
Dammsnäppa i häckningsdräkt fotograferad i Taiwan.

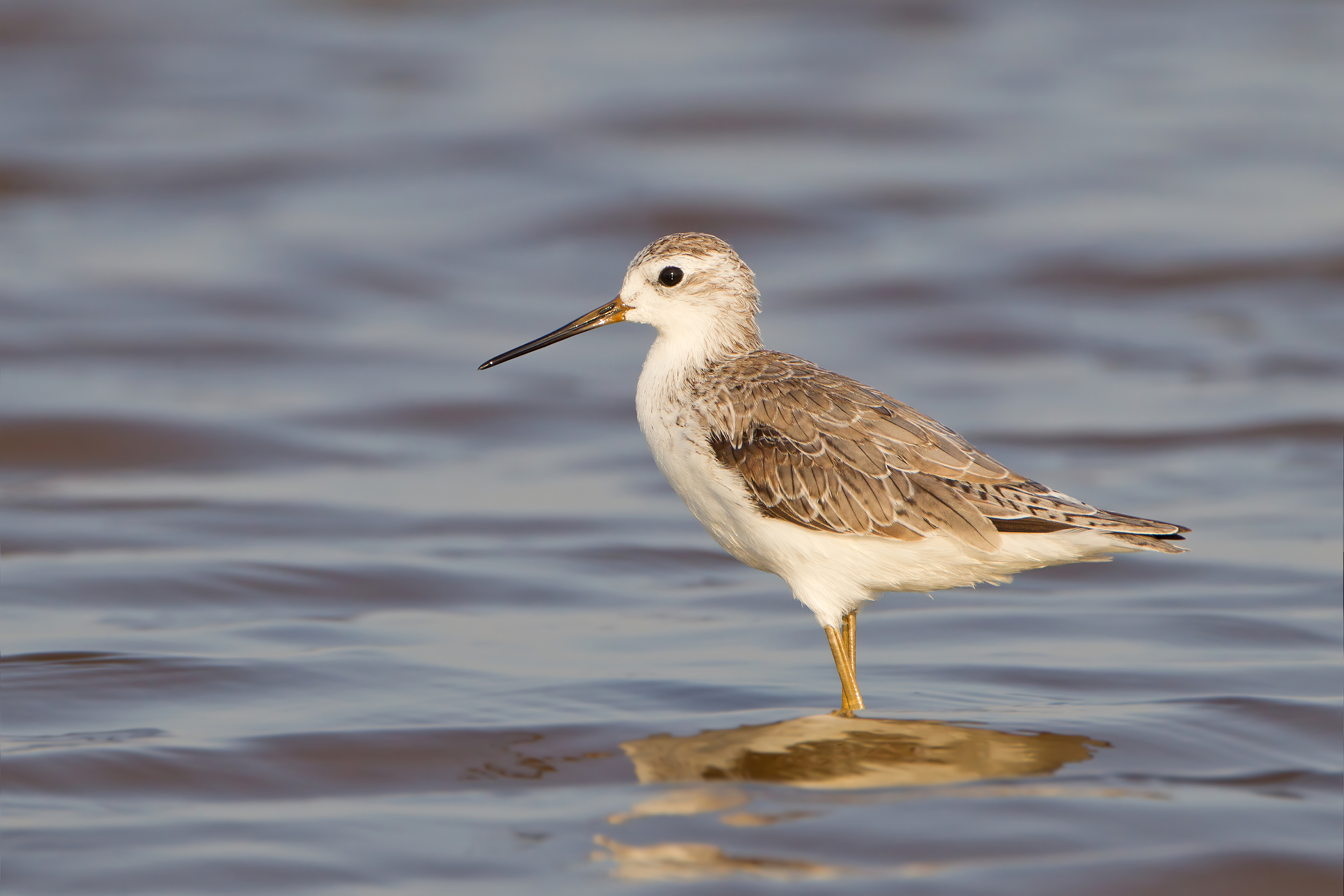
I vinterdräkt i Thailand.

Sången är liksom flera andra Tringa-arter melodisk och rytmisk, något lik rödbenans men dystrare och släpigare: "te-lyy-e te-lyy-e te-lyy-e...". Ibland hörs även tjattriga ramsor. Locklätet är tydligt diftongerat, ett "pjeu" eller "teu-teu-teu", snabbare och ljusare än gluttsnäppans motsvarande läte.

## Utbredning och systematik
Fågeln häckar från östra Europa till centrala Asien. I Europa häckar den huvudsakligen i norra Ukraina och södra Ryssland österut till Uralbergen samt utmed Svartahavskusten i Rumänien. På senare tid har den också etablerat sig i Polen, Vitryssland, Finland och nordvästra Ryssland. Den är en flyttfågel som övervintrar främst i Afrika och Indien, men även i Sydostasien och Australien samt mycket lokalt i Spanien. Under flyttningen ses den, dock sällsynt, i stora delar av Västeuropa. 

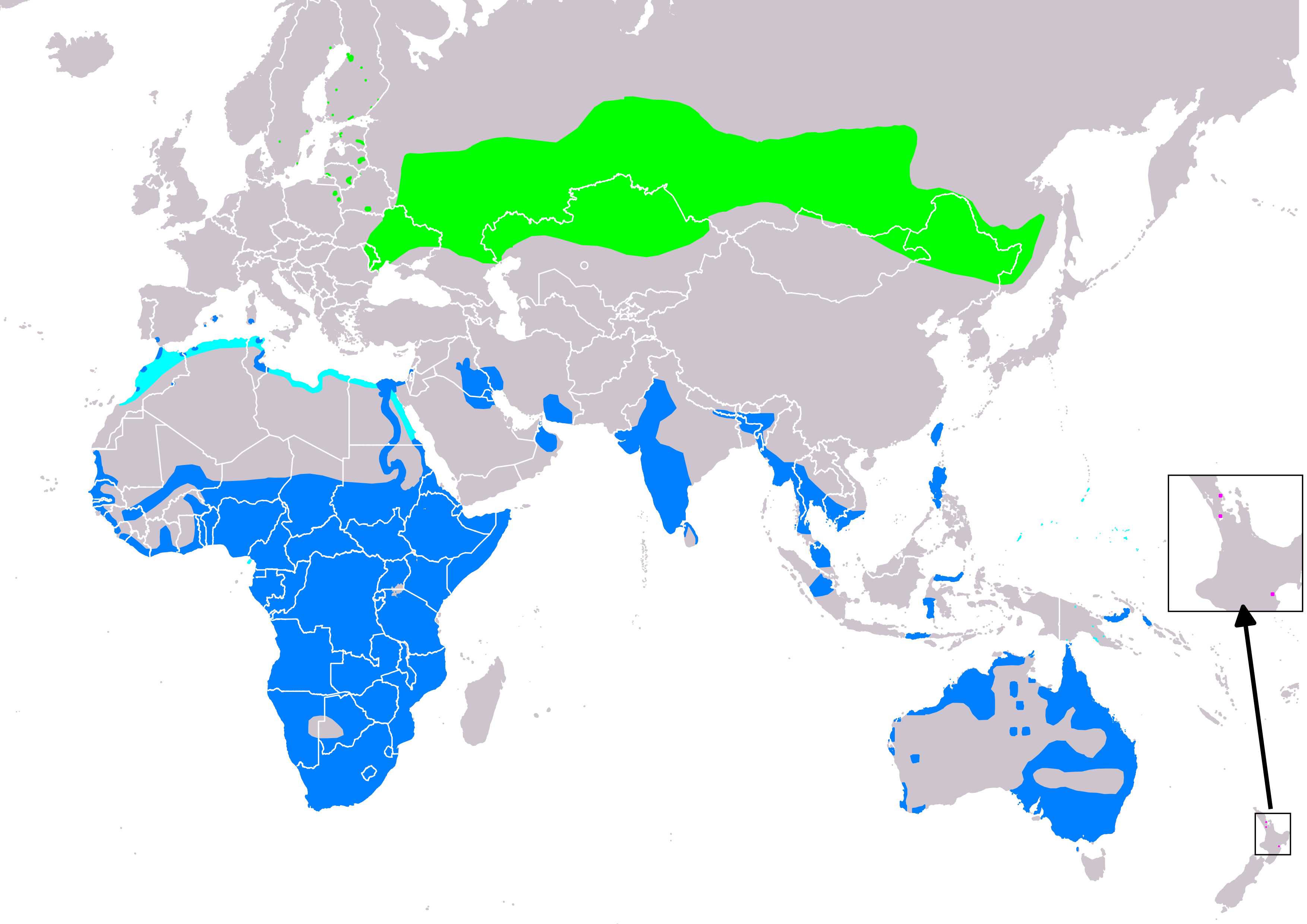
Dammsnäppans utbredningsområde, där grönt betecknar vistelse sommartid och blått övervintringsområde.

Dammsnäppans närmaste släktingar är rödbena och grönbena. Den behandlas som monotypisk, det vill säga att den inte delas in i några underarter.

### Förekomst i Sverige
Dammsnäppan är sällsynt i Sverige, men observationerna har ökat sedan 1980-talet, och häckningar har konstaterats bland annat vid Roxen i Östergötland 2000 och Svartsjö dämme på Färingsö i Uppland 2005.

## Levnadssätt
Dammsnäppan häckar i öppna våtmarker i flack terräng i tajga och på stäpp. Under flytten och i vinterkvarteren uppträder den ofta vid sötvatten. Den söker föda genom att söka med sin långa näbb i mjuk botten i grunt vatten eller på våt lera. De äter mestadels insekter och liknande smådjur.

### Häckning

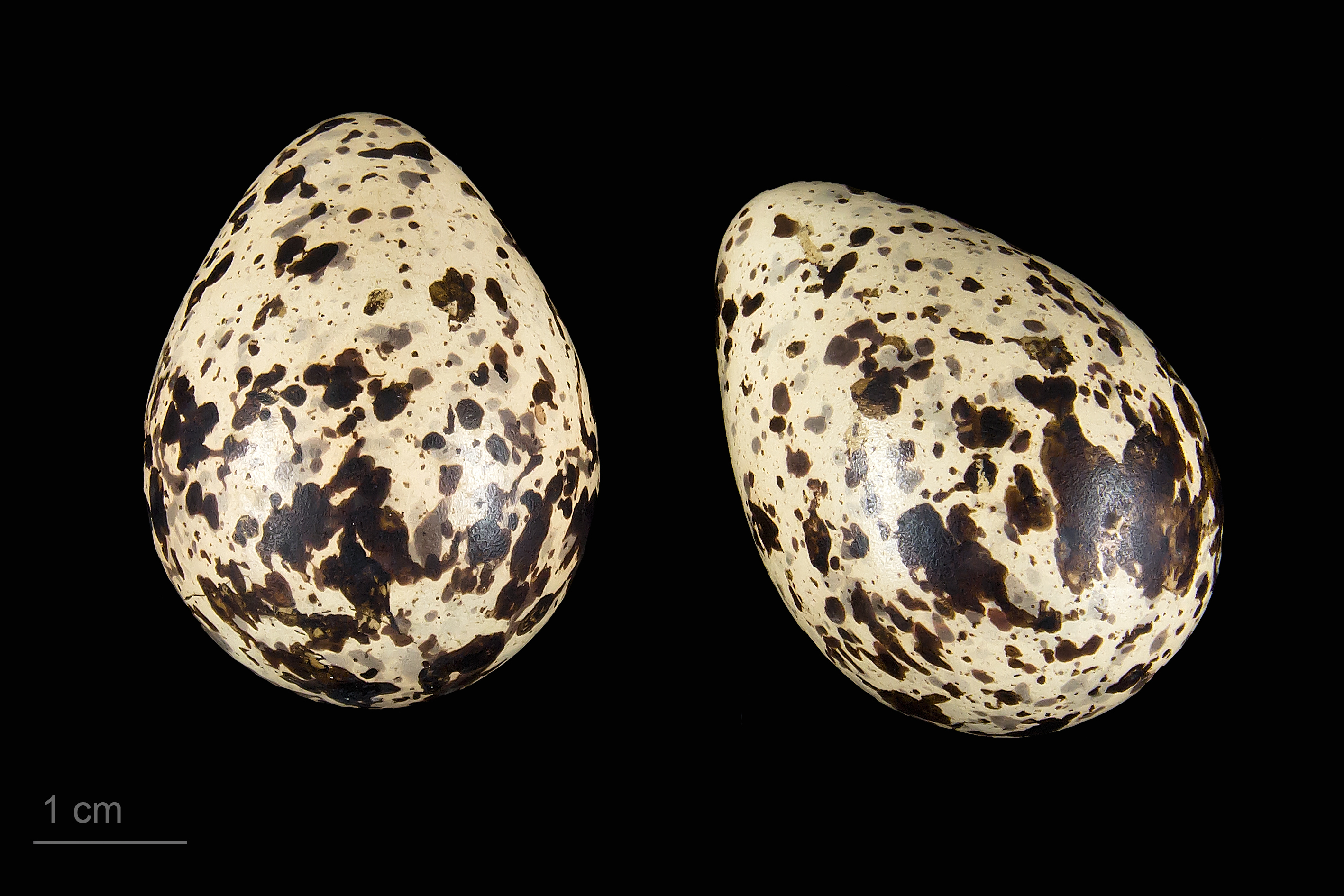
Dammsnäppans ägg.

Dammsnäppa blir sexuellt aktiv under första eller andra år i livet. Boet placeras på marken och är en grund urgröpning, som fodras mycket sparsamt med gräs. Dammsnäppa bildar ibland mycket lösa kolonier och placerar boet nära vatten eller på fuktig mark. Den påbörjar häckningen i början av maj, eller i juni längre norrut. Kullen består vanligtvis av fyra ägg.

## Status och hot
Arten har ett stort utbredningsområde och en stor population, men tros minska i antal, dock inte tillräckligt kraftigt för att den ska betraktas som hotad. IUCN kategoriserar därför arten som livskraftig (LC). Världspopulationen uppskattas till mellan 260 000 och 1,2 miljoner individer, varav det i Europa tros häcka 12 100–30 300 par.
Dammsnäppan har försvunnit som häckfågel från Österuopa som ett resultat av att stäppmiljö omvandlats till jordbruksmark och möjligen också på grund av skattning av ägg. Den kan också hotas av miljögifter som polycykliska aromatiska kolväten som noterats i höga halter i dammsnäppeägg kring Bajkalsjön. I Kina och Sydkorea har viktiga rastplatser för vadare runt Gula havet förstörts av dränering, miljöförstöring och minskad mängd tillförsel av sediment från floderna Yangtze och Huang Ho. Även övervintringsområdena som de i Ghana har påverkats av erosion och exploatering. På grund av sin förkärlek för reningsanläggningar tros den också vara känslig för framtida utbrott av fågelburen botulism.

## Namn
Fågeln har på svenska även kallats träsksnäppa. Dammsnäppans vetenskapliga artnamn stagnatilis betyder "tillhörande dammar" efter latinets stagnum för "damm", "träskmark" eller "göl".